# Сурсько-Клевцеве
Сурсько-Кле́вцеве — село в Україні, в Сурсько-Литовській сільській територіальній громаді Дніпровського району Дніпропетровської області. Населення за переписом 2001 року становило 201 особу.

## Географія
Село лежить на березі Мокрої Сури, нижче за течією примикає село Сурсько-Литовське, на протилежному березі — село Новомиколаївка. Поруч проходять автомобільна дорога Т 0421 і залізниця, станція Сурське за 1 км.

## Населення

### Мова
Розподіл населення за рідною мовою за даними перепису 2001 року:
| Мова       | Кількість | Відсоток |
| ---------- | --------- | -------- |
| українська | 152       | 75.62%   |
| російська  | 49        | 24.38%   |
| Усього     | 201       | 100%     |